# For a Wife's Honor
For a Wife's Honor er en amerikansk stumfilm fra 1908 af D. W. Griffith.

## Medvirkende
- Charles Inslee som Irving Robertson
- Harry Solter
- Linda Arvidson
- George Gebhardt som Henderson
- Charles Gorman